# Gaasvliegen
Gaasvliegen (Chrysopidae), ook wel bruinoogjes of goudoogjes genoemd, zijn een familie van insecten uit de orde van de netvleugeligen (Neuroptera).
De verschillende soorten bereiken een lichaamslengte tot ongeveer twee centimeter en een vleugelspanwijdte van ongeveer drie centimeter. Alle soorten hebben verhoudingsgewijs grote en transparante vleugels met enigszins gelijkvormige vleugelcellen waaraan de Nederlandse naam te danken is. Ondanks de grote vleugels zijn alle soorten slechte vliegers die een fladderende vlucht hebben. Het borststuk en het achterlijf worden in rust geheel onder de vleugels geborgen maar aangezien de vleugels transparant zijn is het lichaam altijd goed zichtbaar. Gaasvliegen bezitten relatief grote, bolle ogen die vaak een metaalachtige glans hebben.
Wereldwijd zijn er ongeveer 1200 soorten gaasvliegen bekend, waarvan er ongeveer 20 in België en Nederland voorkomen. Regelmatig wordt een nieuwe soort ontdekt of wordt de indeling (taxonomie) van de gaasvliegen aangepast aan recente inzichten. Verschillende bronnen geven betreffende de taxonomie van de gaasvliegen soms verouderde informatie.
De volwassen gaasvliegen eten zowel bladluizen als nectar en stuifmeel van planten. De wormachtige larven leven voornamelijk van bladluizen. Gaasvliegen worden hierdoor gezien als zeer nuttige insecten, zowel de larven als de volwassen insecten. Sommige soorten worden wereldwijd ingezet als biologisch bestrijdingsmiddel in kassen.

## Naamgeving en taxonomie
Gaasvliegen werden voor het eerst beschreven als Chrysopidae in 1851 door Wilhelm Gottlieb Schneider. De wetenschappelijke naam verwijst naar de goudkleurige ogen van een groot aantal soorten. "Chrysos" (χρυσος) betekent 'goud' en "ops" (ωψ) betekent 'oog'.

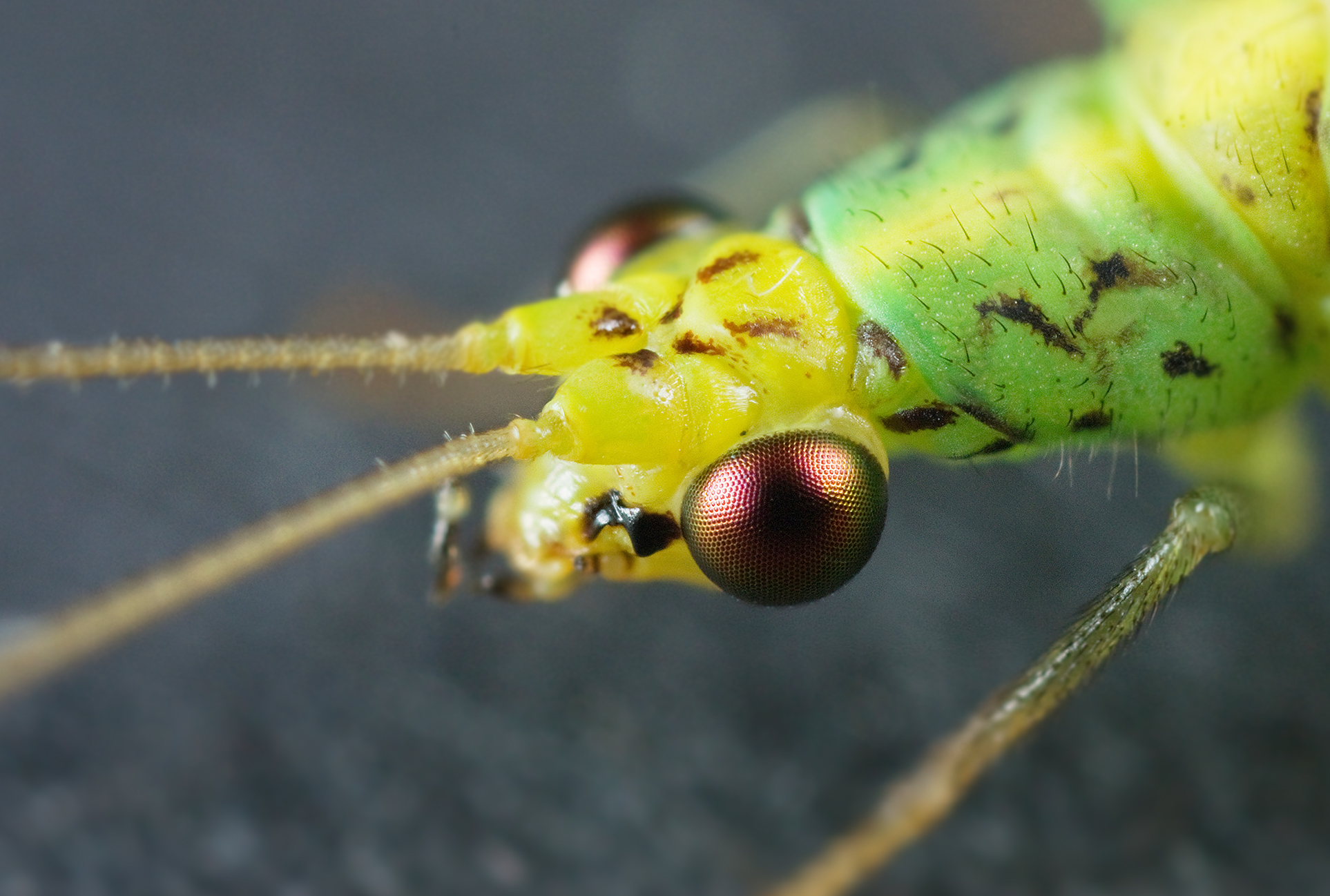
De naam "goudoogjes" is afgeleid van de glanzende ogen.

De Nederlandstalige naam "gaasvliegen" slaat op de fijne vleugeladering die doet denken aan horrengaas. Gelijksoortige afleidingen worden ook in andere talen gebruikt. In het Duits wordt de naam Florfliegen gebruikt, wat vertaald kan worden als 'kant(textiel)vliegen'. In het Engels wordt de naam lacewings gebruikt, wat 'kantvleugeligen' betekent (lace of lacework = kant) en verwijst naar de aparte vleugeladering die lijkt alsof deze geweven is. In andere talen, zoals in het Noors en het Zweeds, wordt de groep "goudoogjes" genoemd, respectievelijk gulløyer en guldögonsländor.
Gaasvliegen behoren tot de netvleugeligen of Neuroptera en zijn bekend vanaf het Krijt. In tegenstelling tot andere netvleugeligen hebben gaasvliegen geen kleine bij-oogjes of ocelli. De voorouders van de groep bezaten deze wel, maar gaasvliegen zijn deze structuren in de loop der evolutie verloren.
Gaasvliegen worden verdeeld in vier onderfamilies, waarvan er één is uitgestorven:
- Apochrysinae; een kleine groep waarvan de soorten vaak grote, ronde vleugels hebben.[5]
- Chrysopinae; de meeste soorten behoren tot deze groep.
- Mesochrysinae†; alle soorten uit deze groep zijn alleen bekend als fossiel. De groep is al lang geleden verdwenen en is bekend uit het onderkrijt.[6]
- Nothochrysinae; deze soorten verschillen van andere gaasvliegen door het ontbreken van een gehoororgaan.[7]

Er zijn ongeveer 1200 verschillende soorten gaasvliegen bekend die vandaag de dag voorkomen. Regelmatig wordt een nieuwe soort ontdekt, zoals de pas in 2012 wetenschappelijk beschreven soort Semachrysa jade. Deze gaasvlieg werd beschreven door de biologen Winterton, Guek & Brooks en is endemisch in Maleisië.

## Verspreiding en habitat
Gaasvliegen komen als groep wereldwijd voor, behalve in heel koude gebieden. Sommige soorten gaasvliegen komen als soort zelfs wereldwijd voor omdat ze als bestrijdingsmiddel tegen bladluis worden gekweekt. De meeste gaasvliegen hebben echter een gespecialiseerde levenswijze en zijn hierdoor gebonden aan een bepaald gebied.
In gematigde gebieden zoals België en Nederland ontwikkelen zich verschillende generaties. De laatste generatie van het jaar moet de koude winter zien door te komen. Gaasvliegen overwinteren niet als ei of als larve maar als pop of volwassen insect. De gaasvlieg trekt zich terug in spleten en scheuren in bomen, maar de hoekjes en kieren van menselijke bebouwing zijn ook zeer geschikt. Gaasvliegen zijn meestal nachtactief en ze worden door licht aangetrokken zodat huizen een grote aantrekkingskracht uitoefenen op gaasvliegen. Omdat ze hierdoor 's winters vaak binnenshuis worden aangetroffen zijn het vrij bekende insecten. Gaasvliegen die binnenshuis geraken, zullen proberen via de ramen te ontsnappen.
In westelijk Europa komen meer dan vijftig verschillende soorten gaasvliegen voor. In Nederland komen 22 soorten voor, in België 18 soorten. Deze soorten zijn onderstaand in de uitklapbare tabel weergegeven. De meest algemene soort is de groene gaasvlieg (Chrysoperla carnea). Andere soorten komen minder algemeen voor.
De vier soorten die wel in Nederland maar niet in België voorkomen zijn met een asterisk (*) weergegeven.
- Geslacht: Chrysopa
  - Soort Zandgaasvlieg (Chrysopa abbreviata)
  - Soort Kommagaasvlieg (Chrysopa commata) *
  - Soort Dennengaasvlieg (Chrysopa dorsalis)
  - Soort Zwartstreepgaasvlieg (Chrysopa nigricostata) *
  - Soort Gevlekte gaasvlieg (Chrysopa pallens)
  - Soort Gewone gaasvlieg (Chrysopa perla)
  - Soort Chrysopa phyllochroma
- Geslacht: Chrysoperla
  - Soort Chrysoperla affinis
- Geslacht: Chrysopidia
  - Soort Franjegaasvlieg (Chrysopidia ciliata)
- Geslacht: Cunctochrysa
  - Soort Witstreepgaasvlieg (Cunctochrysa albolineata)
- Geslacht: Hypochrysa
  - Soort Sierlijke gaasvlieg (Hypochrysa elegans)
- Geslacht: Nineta
  - Soort Gele gaasvlieg (Nineta flava)
  - Soort Bleke gaasvlieg (Nineta pallida) *
  - Soort Gestreepte gaasvlieg (Nineta vittata)
- Geslacht: Nothochrysa
  - Soort Bruinrode gaasvlieg (Nothochrysa capitata)
  - Soort Nothochrysa fulviceps
- Geslacht: Peyerimhoffina
  - Soort Slanke gaasvlieg (Peyerimhoffina gracilis)
- Geslacht: Pseudomallada
  - Soort Pseudomallada abdominalis *
  - Soort Geelkopgaasvlieg (Pseudomallada flavifrons)
  - Soort Pseudomallada inornatus
  - Soort Groenbuikgaasvlieg (Pseudomallada prasinus)
  - Soort Zwartbuikgaasvlieg (Pseudomallada ventralis)

Afbeeldingen van een aantal soorten in België en Nederland
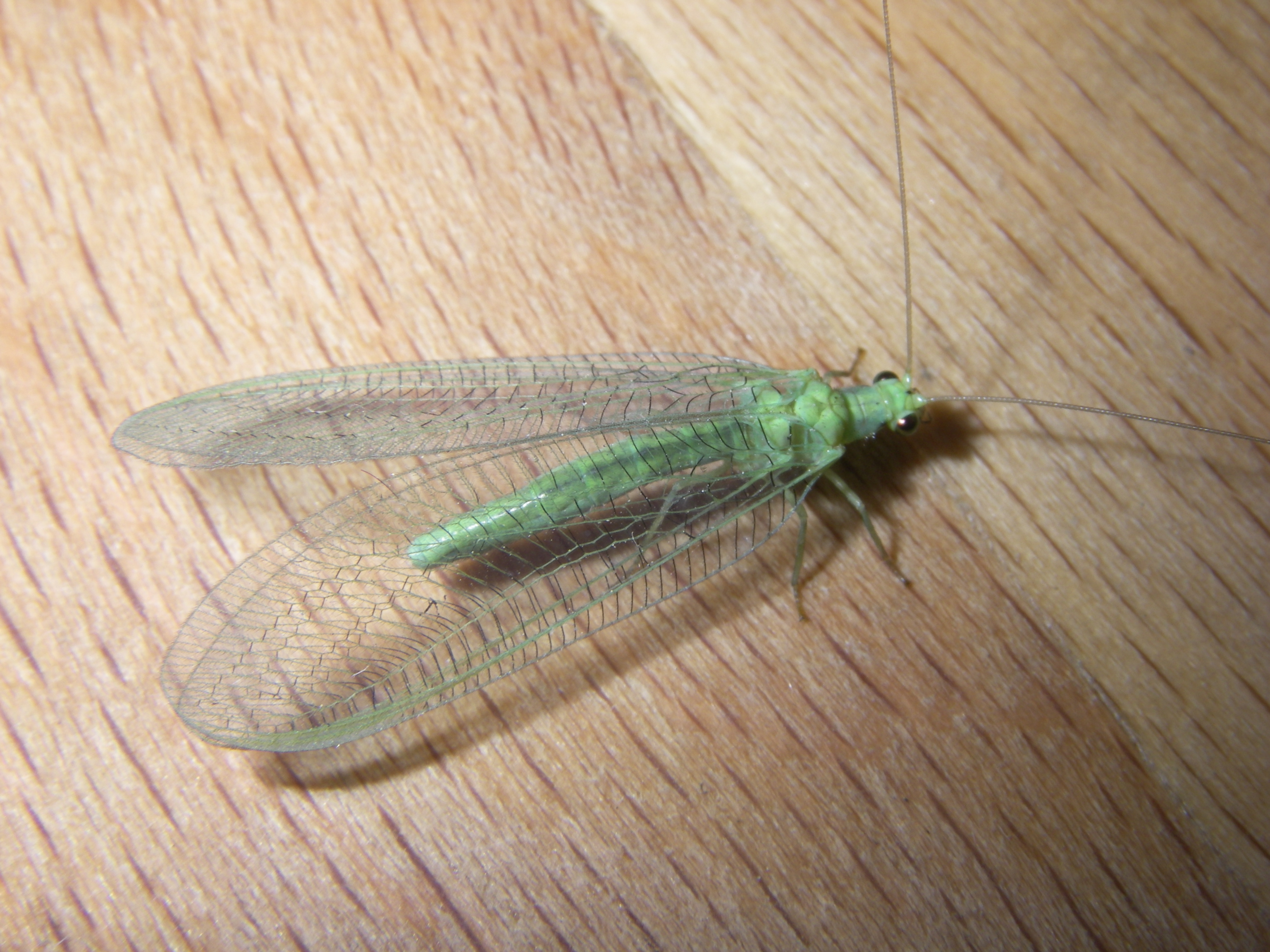
Gevlekte gaasvlieg
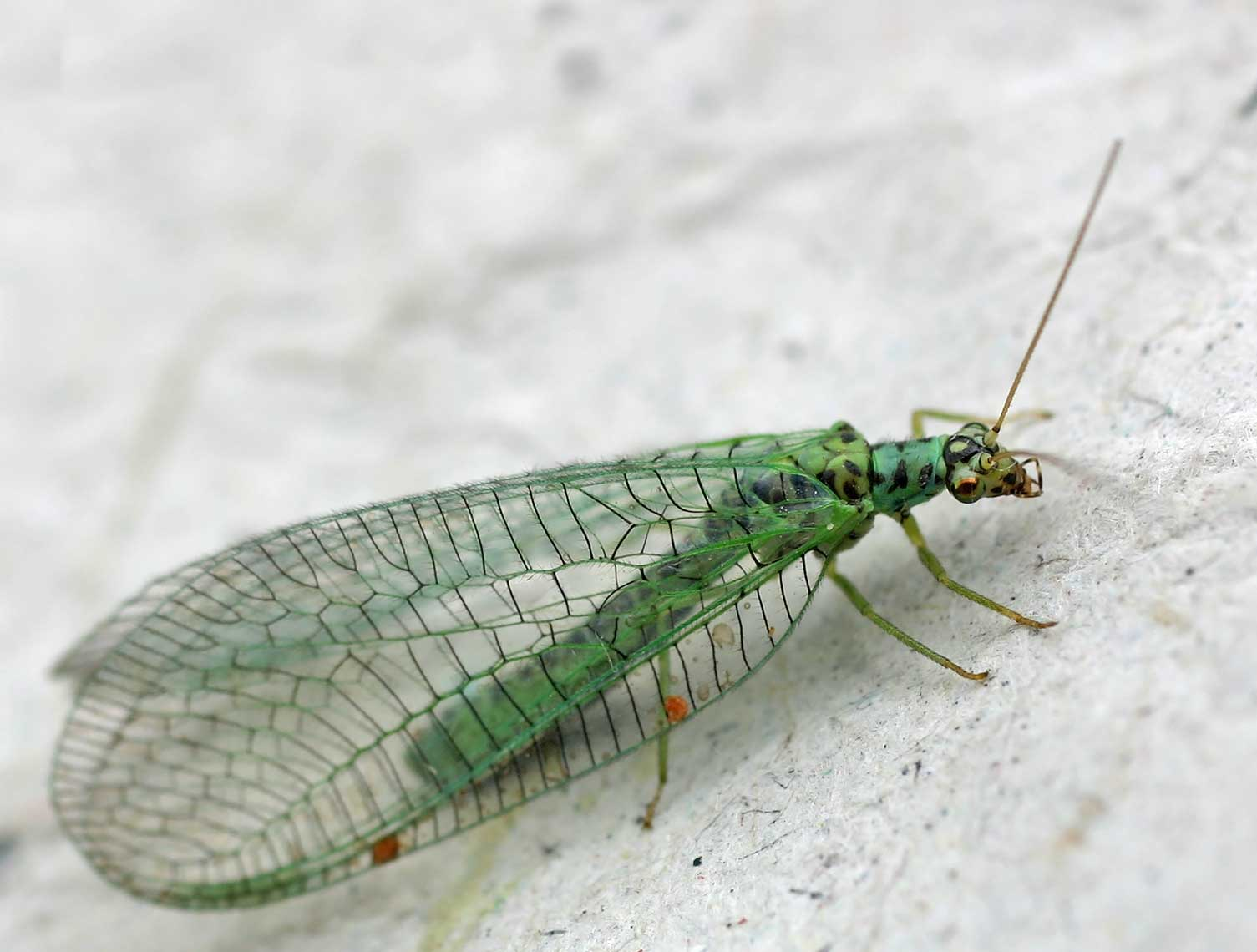
Gewone gaasvlieg
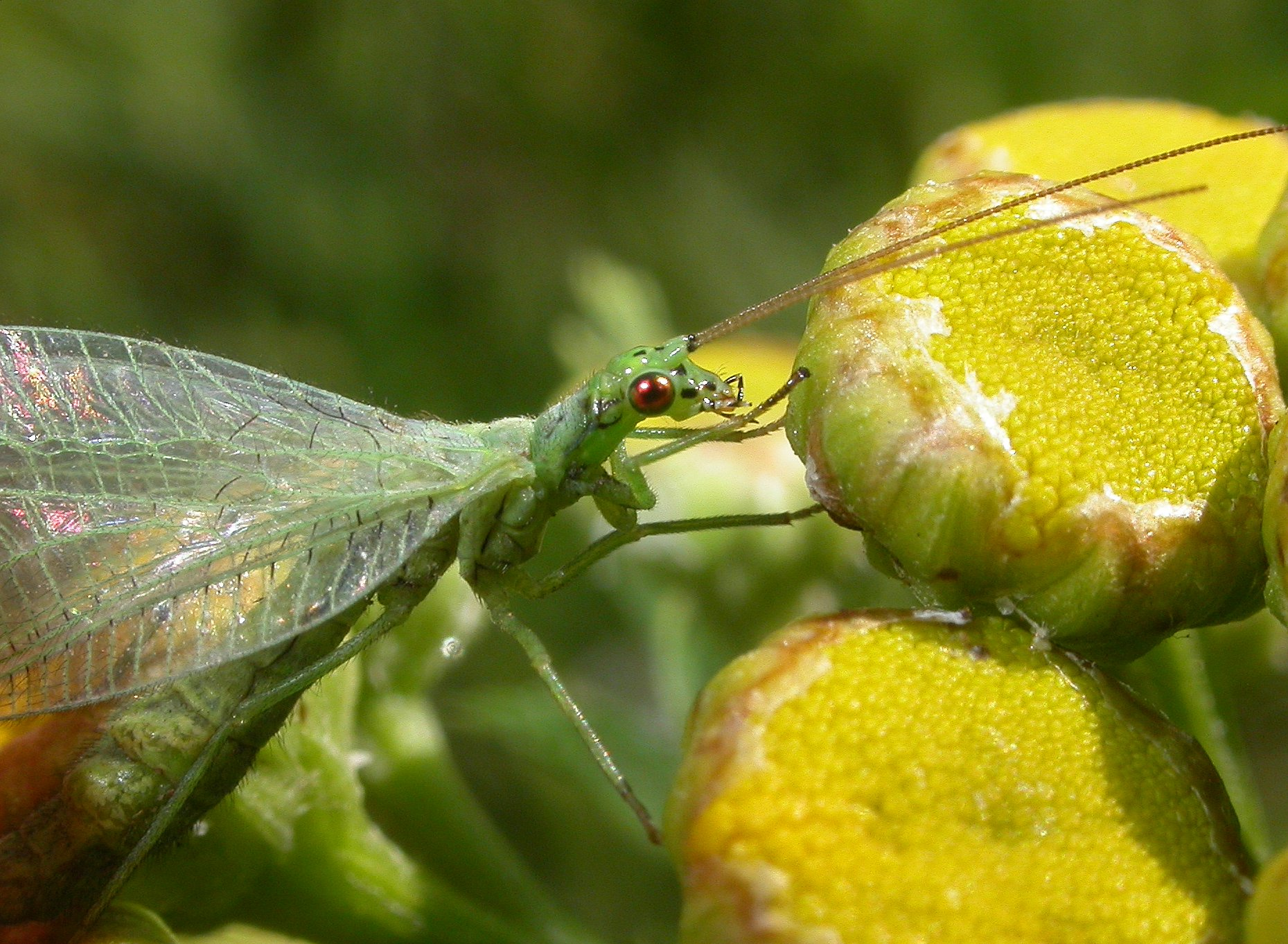
Chrysopa phyllochroma
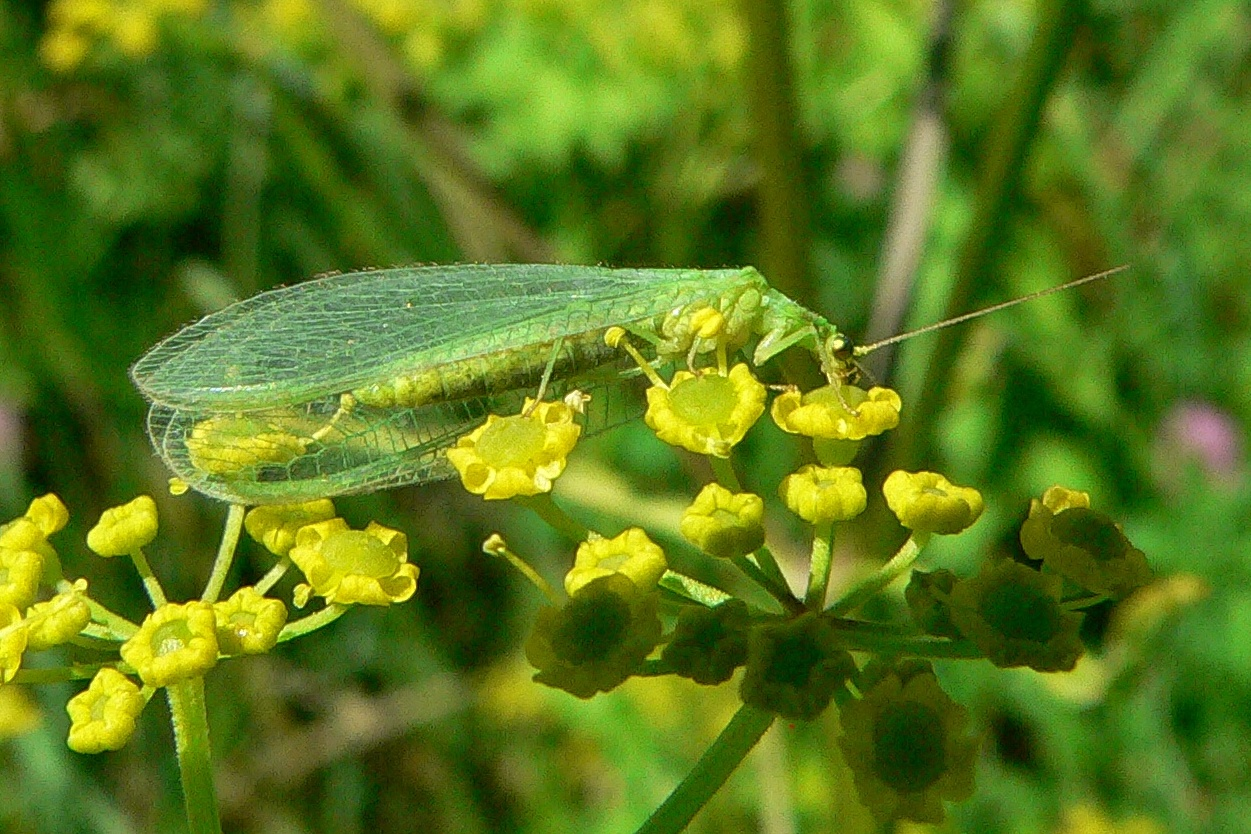
Groene gaasvlieg
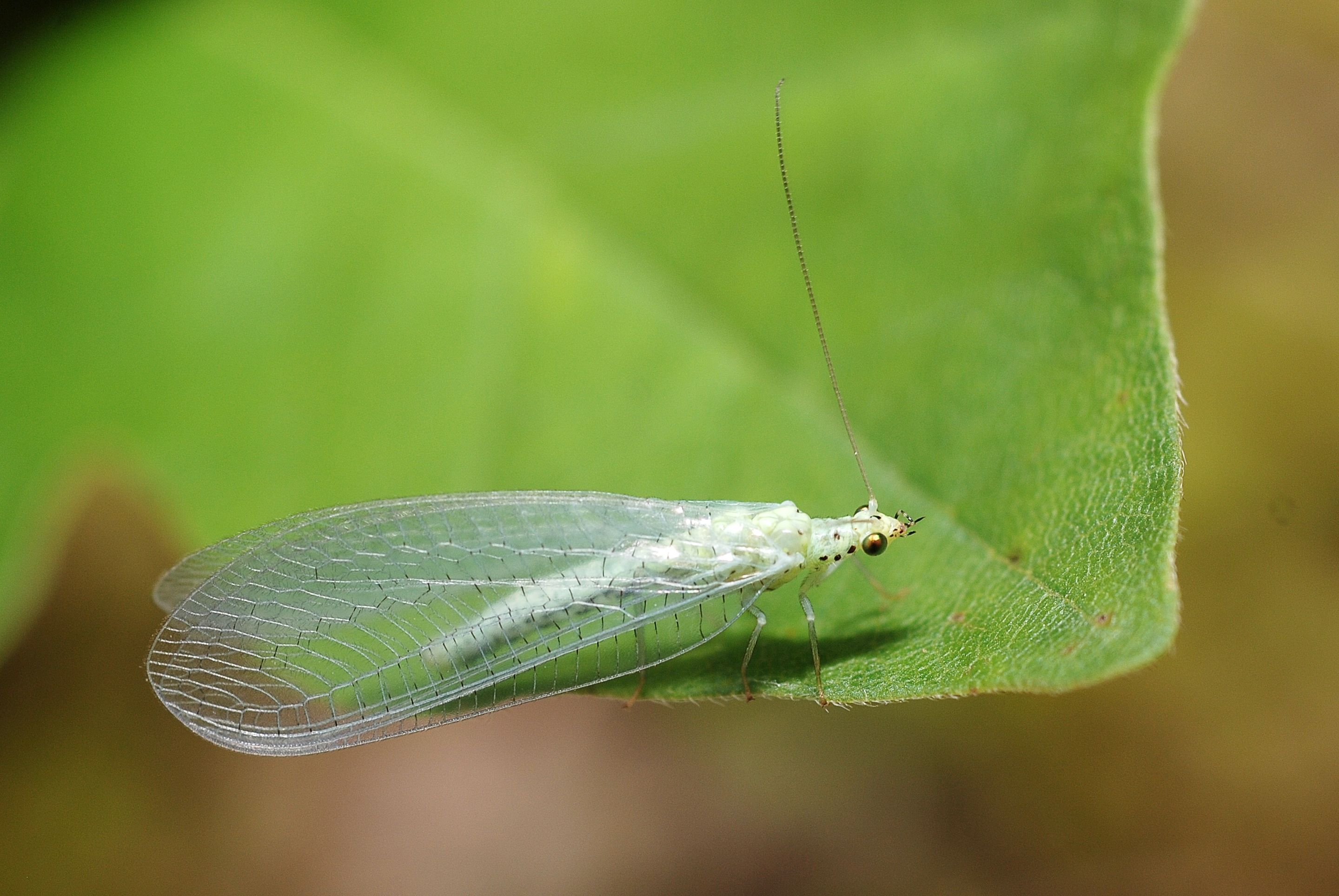
Zwartbuikgaasvlieg
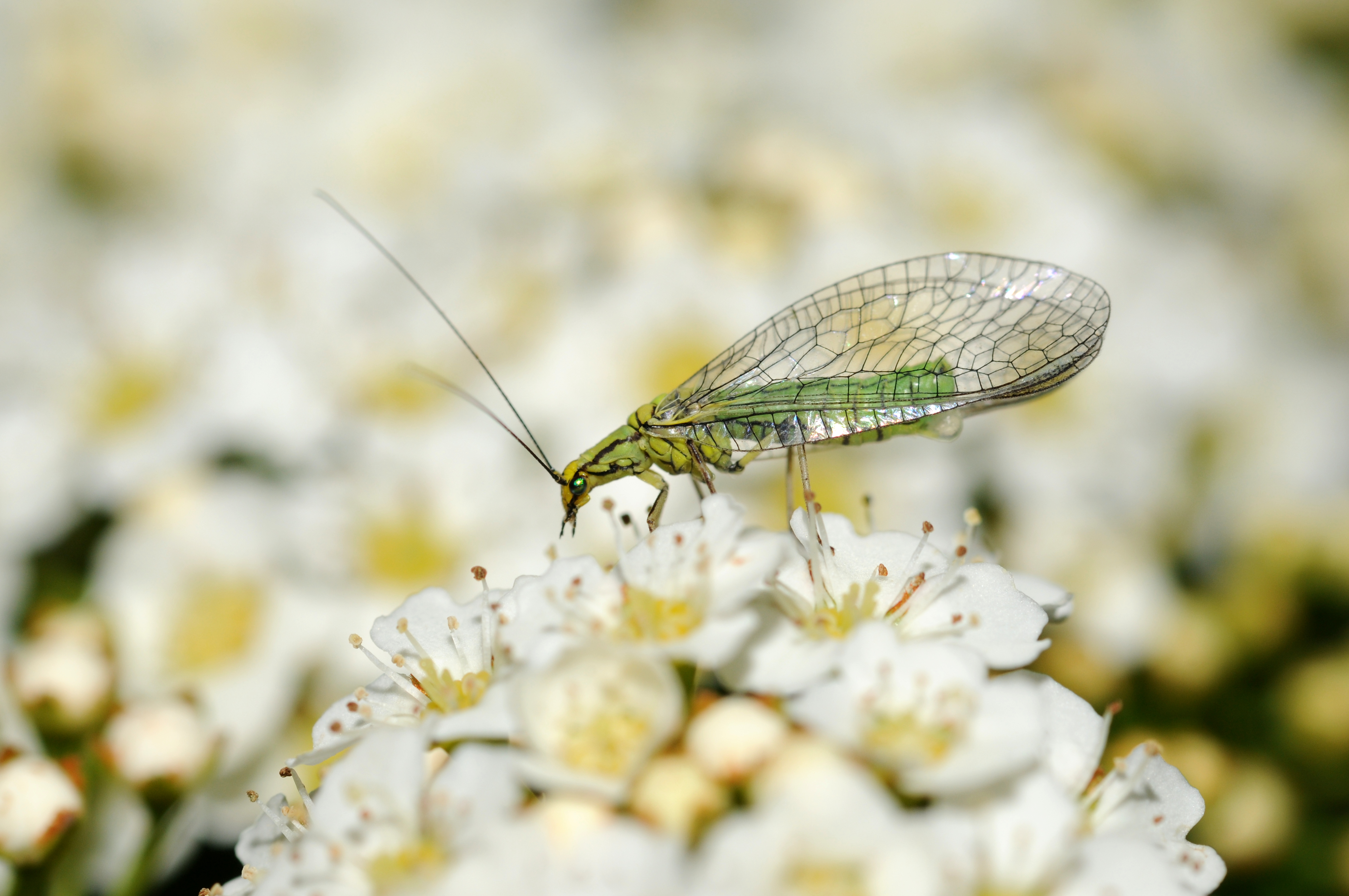
Sierlijke gaasvlieg
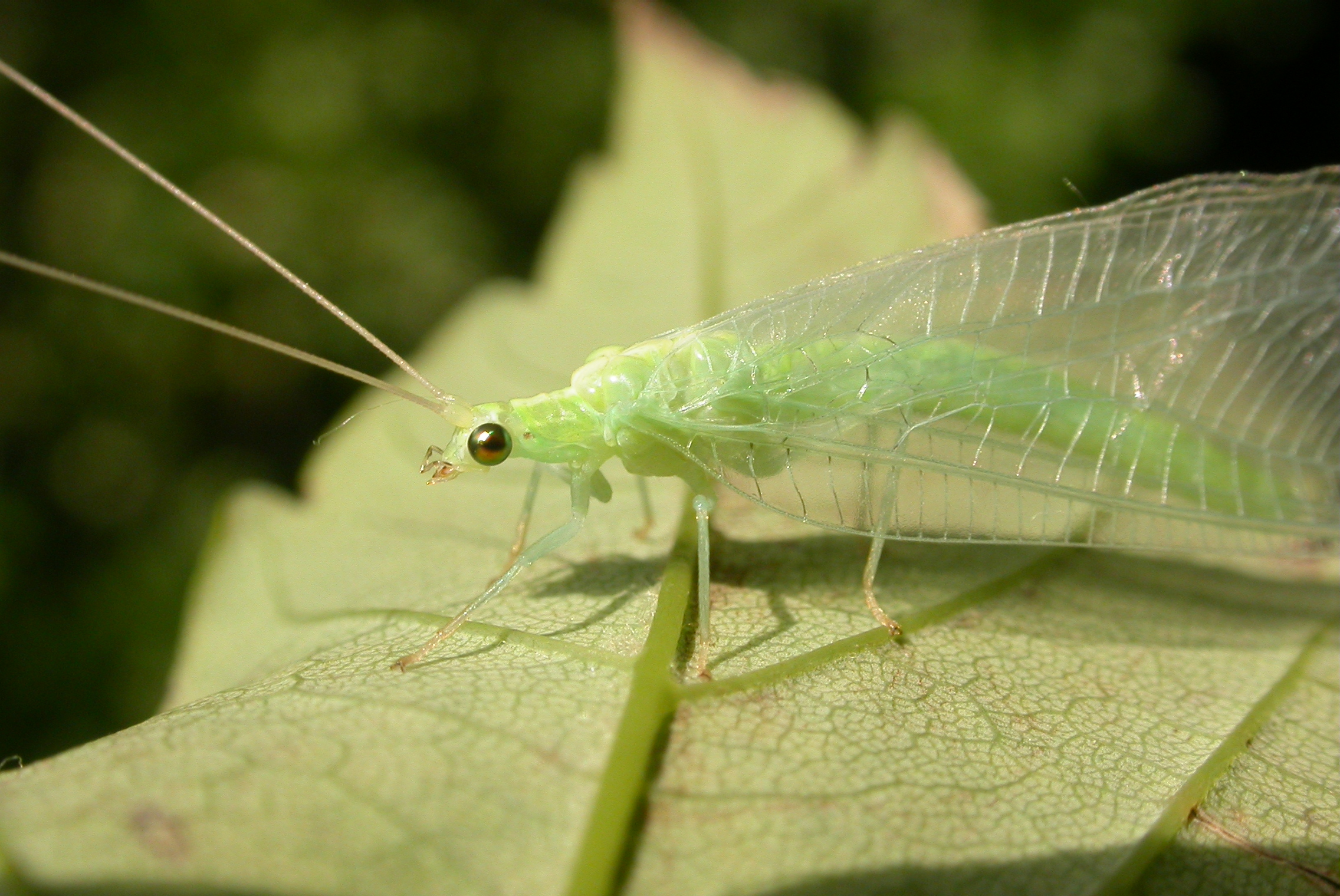
Gele gaasvlieg
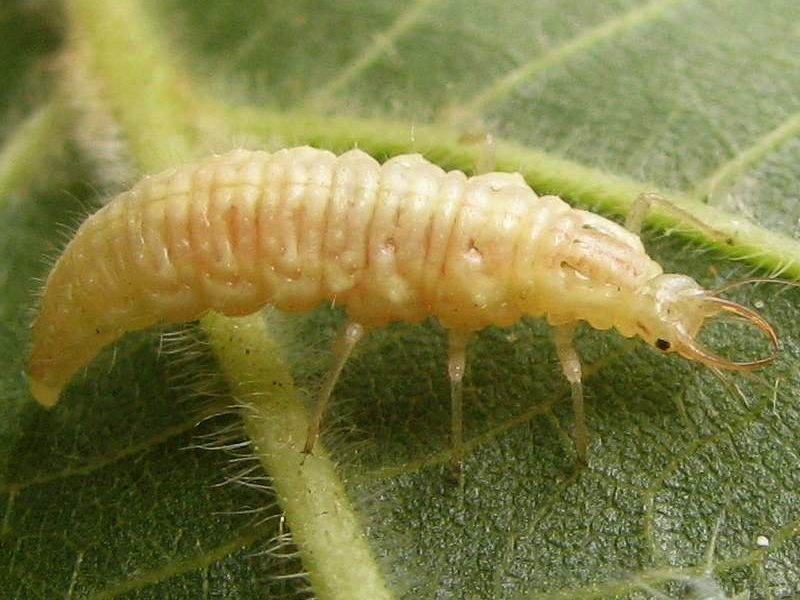
Bleke gaasvlieg (larve)
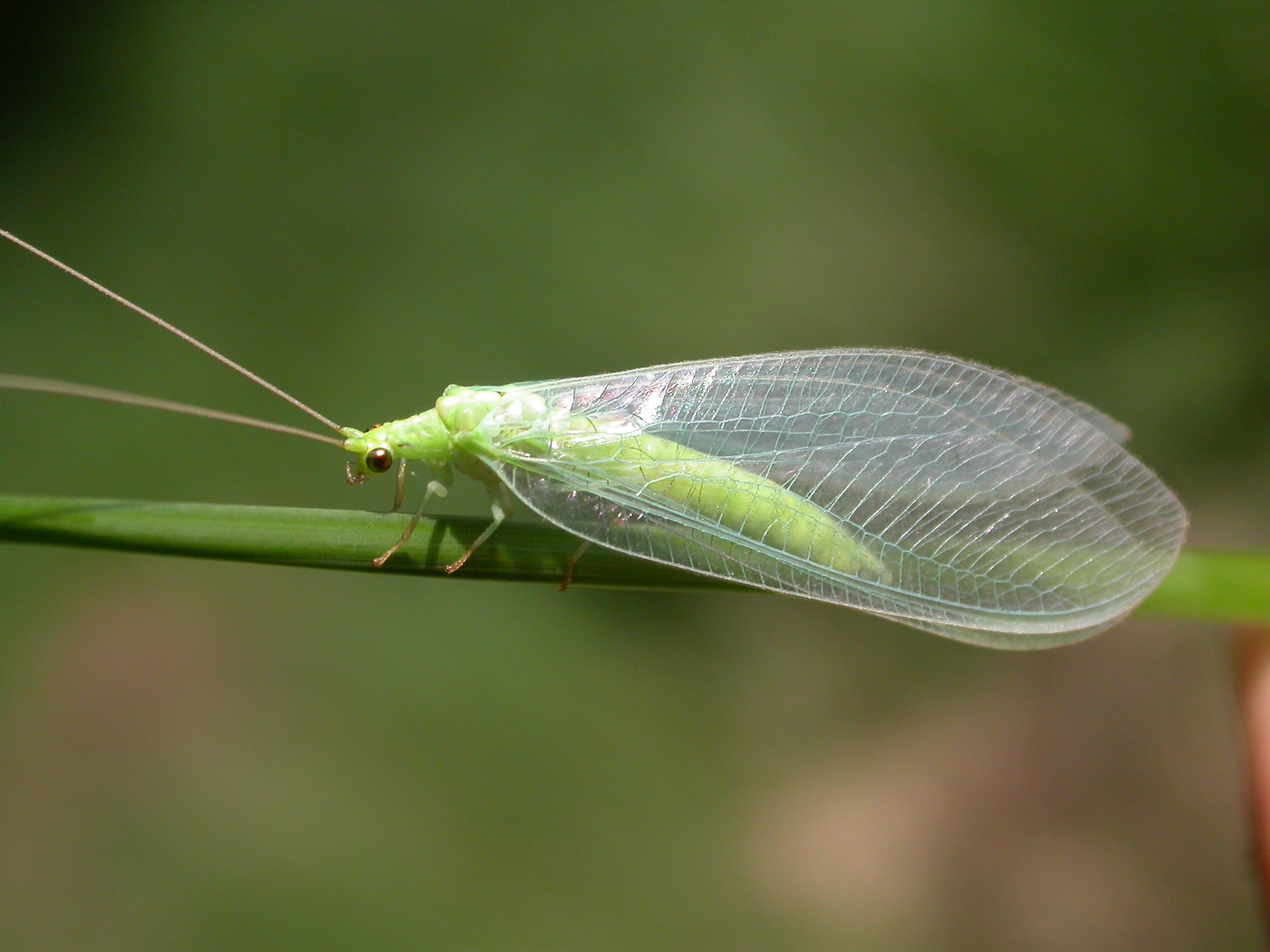
Gestreepte gaasvlieg
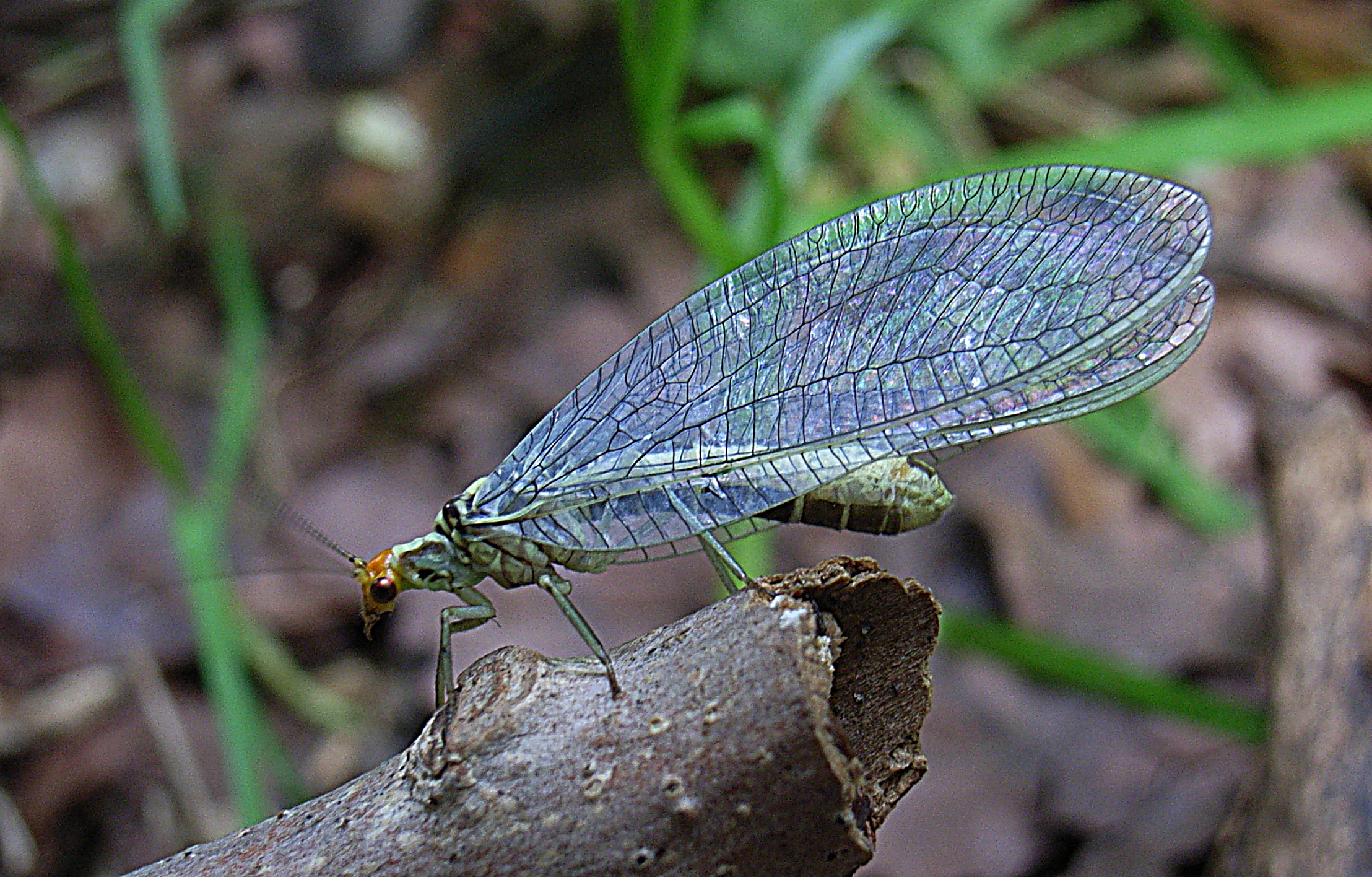
Nothochrysa fulviceps

## Uiterlijke kenmerken

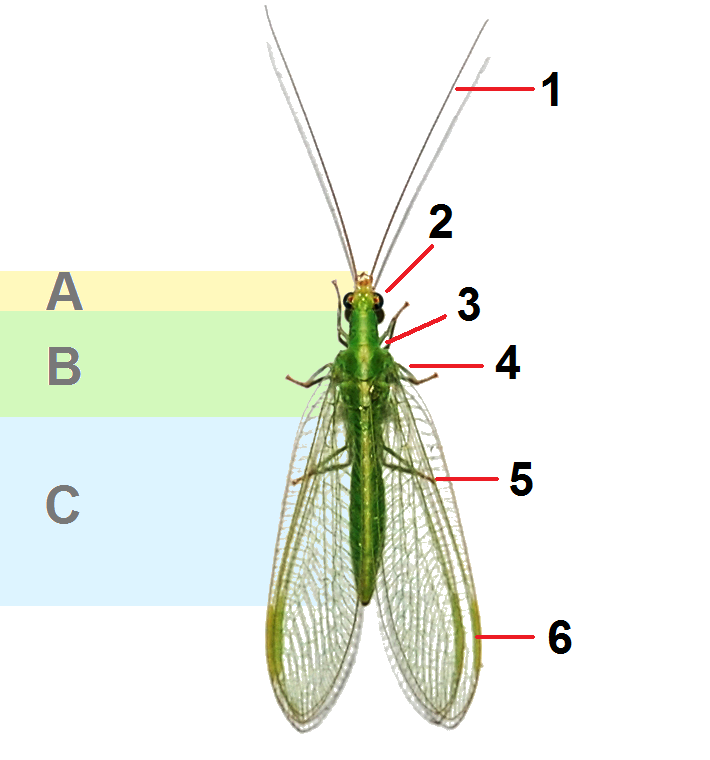
Lichaamskenmerken van de voor alle gaasvliegen representatieve soort Chrysoperla mediterranea.

Gaasvliegen blijven meestal klein. De meeste soorten bereiken een lichaamslengte van een à twee centimeter en een vleugelspanwijdte of vlucht die ongeveer de helft groter is. Sommige soorten worden langer en bereiken een vleugelspanwijdte tot 65 millimeter. In westelijk Europa echter, zoals België en Nederland, blijven gaasvliegen kleiner en bereiken een vleugelspanwijdte van ongeveer 20 tot 30 millimeter.
Gaasvliegen hebben in vergelijking met andere insecten zeer grote vleugels die in rust over elkaar worden gevouwen en als een afdakje over het achterlijf worden geborgen. De vleugels zijn voorzien van een fijnmazig netwerk van aderen, de zogenaamde vleugeladeren. De vleugeladering doet denken aan gaas en hieraan is de Nederlandstalige naam van het insect te danken. Gaasvliegen lijken sterk op elkaar, waardoor ze gemakkelijk als zodanig te herkennen zijn. Het op naam of sekse brengen van een exemplaar is echter niet eenvoudig. De vorm van de vleugels en het patroon van de vleugeladering kunnen in combinatie met de kleurpatronen op de kop en het borststuk een onderzoeker een eind op weg helpen. Een definitieve determinatie - met name van het geslacht - is vaak alleen mogelijk door de geslachtsorganen aan de achterlijfspunt te bestuderen.
Gaasvliegen hebben meestal een groene tot bruine kleur. Een aantal soorten heeft een afwijkende kleur zoals zwart, grijs of blauw. Een opmerkelijke eigenschap van gaasvliegen is echter dat ze van kleur kunnen veranderen. Ze kunnen dit niet heel snel, zoals kameleons, maar kleuren als het koeler wordt langzaam om naar bruin. Deze kleurschakeling vindt plaats als de gaasvlieg in winterslaap gaat en later als het insect weer actief wordt. Het insect valt met een bruine kleur minder op als het tijdens de winter schuilt in spleten in boomschors. Een groene kleur zou hierop meer afsteken. Zodra de gaasvlieg in de lente weer ontwaakt, kleurt het dier langzaam weer terug naar groen. De bruine kleur wordt veroorzaakt door een concentratie van rode kleurstoffen in het lichaam van de gaasvlieg, als gevolg van de verlaagde stofwisseling. Exemplaren die worden opgeprikt in een insectenverzameling worden geelachtig van kleur.

### Kop

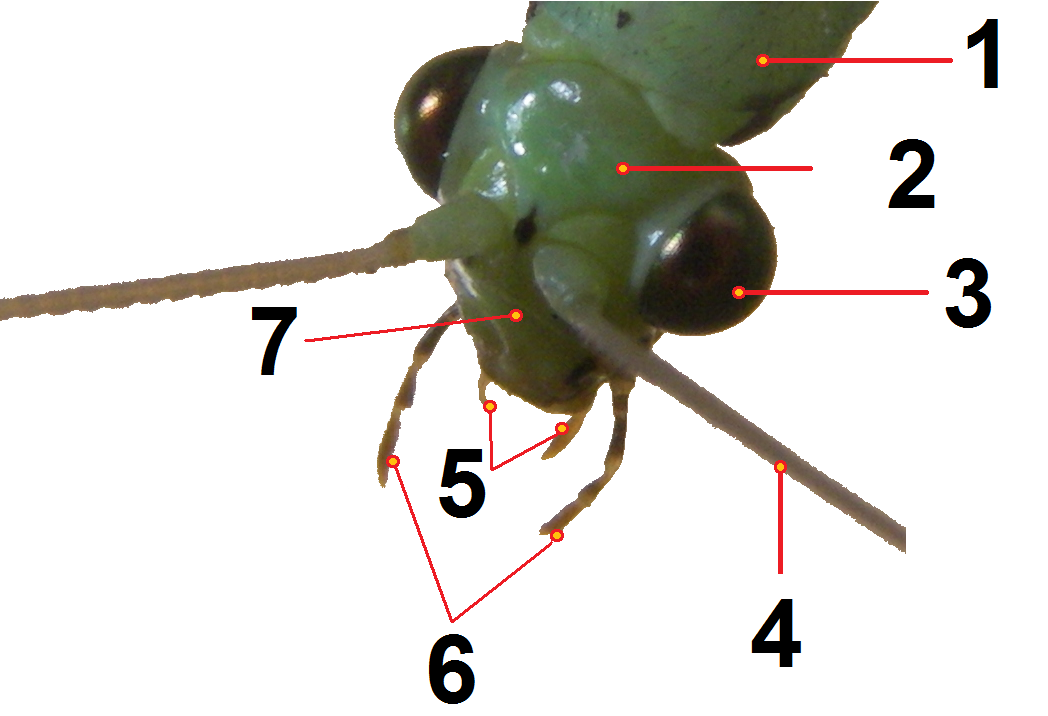
Onderdelen en aanhangsels van de kop.

De kop van gaasvliegen is relatief klein en de kop is wat naar beneden gekromd. De kop van de meeste insecten is voornamelijk te onderscheiden aan de antennes, maar bij de gaasvliegen zijn het ook de ogen die opvallen.
De ogen zijn relatief zeer groot en puilen duidelijk uit, de ogen bestaan uit vele individuele lensjes die de ommatidiën worden genoemd. De ogen zijn sterk bolvormig en vallen met name op door de kleur. Gaasvliegen worden soms wel 'goudoogjes' genoemd doordat de verschillende soorten in de regel groene tot bruine, iriserende kleuren hebben zodat de ogen een metaalglans krijgen. Vooral onder een vergroting door bijvoorbeeld een loep is te zien dat de ogen van levende exemplaren een opvallende gouden tot groene metaalkleur hebben, bij opgeprikte gaasvliegen verdwijnt de glans echter. De ogen worden samengestelde ogen genoemd omdat ze bestaan uit vele kleine sub-oogjes die de ommatidia worden genoemd.
Gaasvliegen hebben nooit ocelli, dit is een groepje van drie kleine oogjes die bestaan uit een enkele lens en boven op de kop gepositioneerd is. Ocelli komen wel voor bij een aantal verwante insecten zoals de kameelhalsvliegen.
De antennes zijn lang en dun, de vorm van de antennes wordt ook wel draadvormig of filiform genoemd. De antennes zijn bijna net zo lang als het lichaam. Het gedeelte van de kop tussen de antennes wordt de clypeus genoemd. Aan de voorzijde van de kop zijn de monddelen gelegen. Hiervan zijn de eigenlijke kaken moeilijk te zien. Wel duidelijk zichtbaar zijn de twee paar tasters die een verschillende vorm hebben. Aan de bovenzijde zijn de grote kaaktasters gelegen en aan de onderzijde de kleinere maxillaire palpen.

### Borststuk

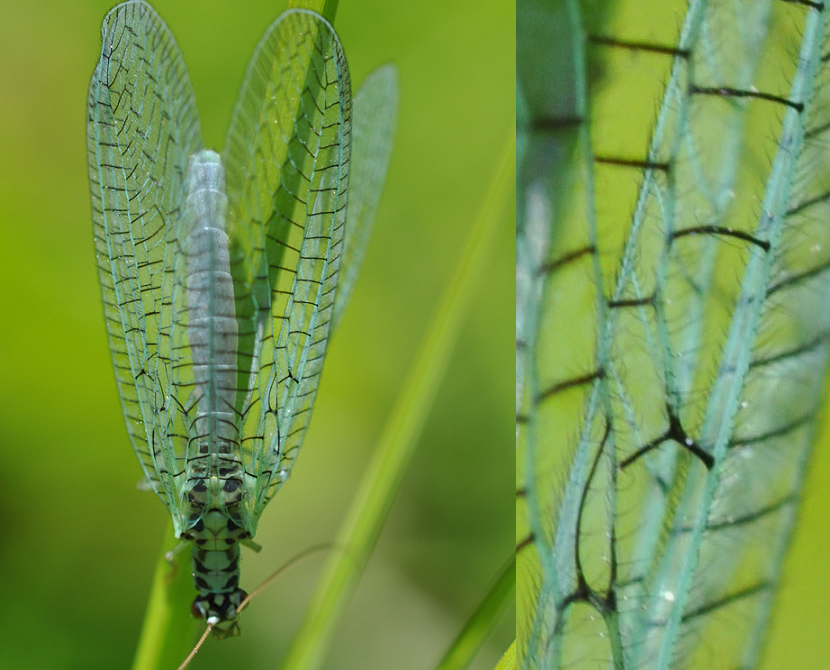
De vleugels van gaasvliegen zijn voorzien van zeer kleine haartjes.

Het borststuk van gaasvliegen bestaat uit drie delen waarvan het voorste deel enigszins verlengd is. Ieder deel draagt een paar poten aan de onderzijde en de achterste twee delen dragen ieder één paar vleugels aan de bovenzijde.
De poten van gaasvliegen zijn vergelijkbaar met die van de meeste andere insecten en zijn niet gespecialiseerd. De poten bestaan uit verschillende delen en het uiteinde van iedere poot draagt kleine klauwtjes, de tarci, waarmee een gaasvlieg zich vasthoudt aan het substraat.
De vleugels bestaan uit een paar voorvleugels aan de voorzijde en een paar achtervleugels aan de achterzijde. Als de vleugels in rust over het borststuk en het achterlijf worden geplaatst, zijn de voorvleugels aan de bovenzijde gepositioneerd en de achtervleugels aan de onderzijde. De vleugels zijn volledig transparant op de meestal groene vleugeladering na. De vleugeladering van gaasvliegen is zeer fijnmazig, en wat direct opvalt is een zigzaggend patroon van vleugeladeren.
Een verschil tussen de gaasvliegen uit de familie Chrysopidae en de sterk gelijkende soorten uit de familie bruine gaasvliegen (Hemerobiidae), is het verschil in vleugeladering. Gaasvliegen hebben nooit gevorkte af anderszins vertakte vleugeladeren in het costaalveld, een langwerpige cel aan de bovenste vleugelrand. De aderen zijn evenwijdig aan elkaar en zijn nooit gevorkt waar dit bij andere netvleugelige insecten juist altijd het geval is.

### Achterlijf
Het achterlijf bevat het spijsverteringskanaal, de voortplantingsorganen en de ademhalingsorganen. Het achterlijf is gesegmenteerd en wordt beschermd door verstevigde platen. Aan de bovenzijde zijn de rugplaten of tergieten gelegen die de dorsale zijde beschermen en aan de onderzijde wordt de buikzijde bedekt door de buikplaten of sternieten. De vorm en het kleurpatroon van het achterlijf kunnen een rol spelen bij de determinatie. Het is echter met name de achterlijfspunt die verschilt per soort; ook het verschil tussen een mannetje en een vrouwtje is te bepalen door naar de achterlijfspunt te kijken.
Het achterlijf wordt gebruikt om met soortgenoten te communiceren, er worden trommelende geluiden gemaakt om een partner te lokken. Een aantal soorten kent stridulatie, waarbij een verhard deel van de vleugel langs een rij richels op het achterlijf wordt gestreken. De geluiden zijn soortspecifiek en soms kan een soort op naam worden gebracht door het geluid te onderzoeken.

### Onderscheid met andere insecten

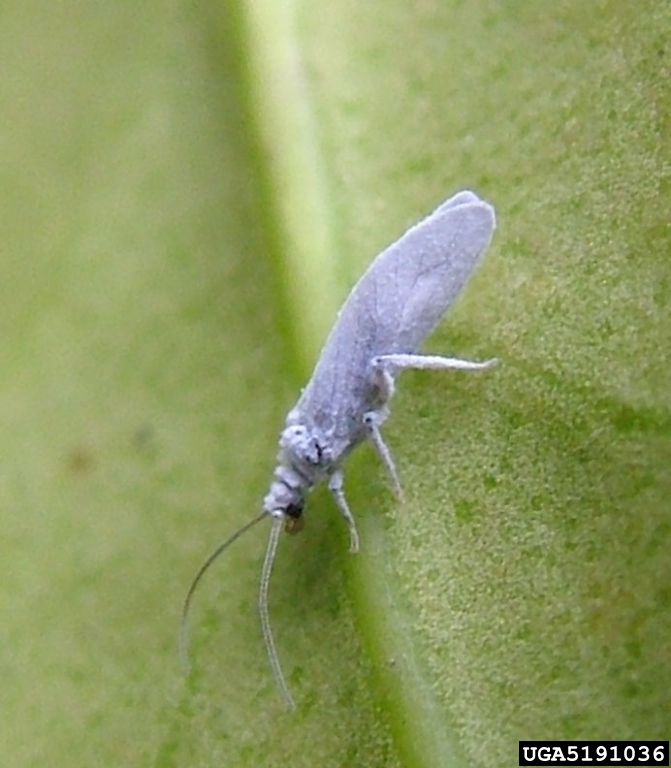
Stofgaasvlieg
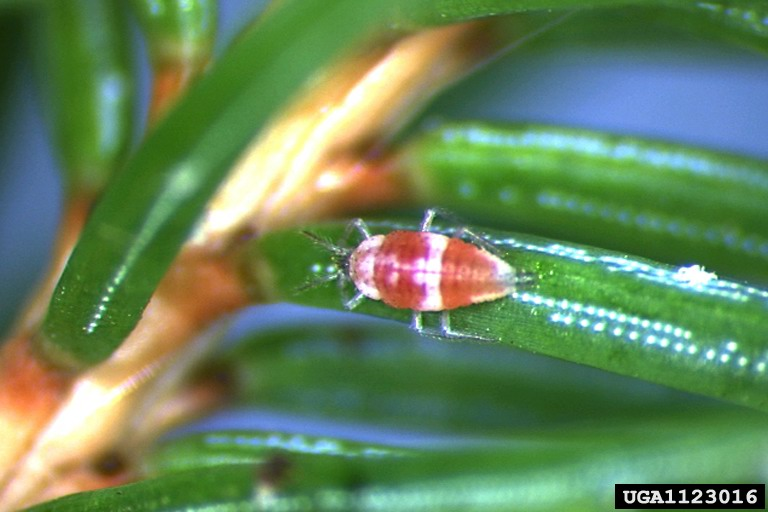
Larve van een stofgaasvlieg
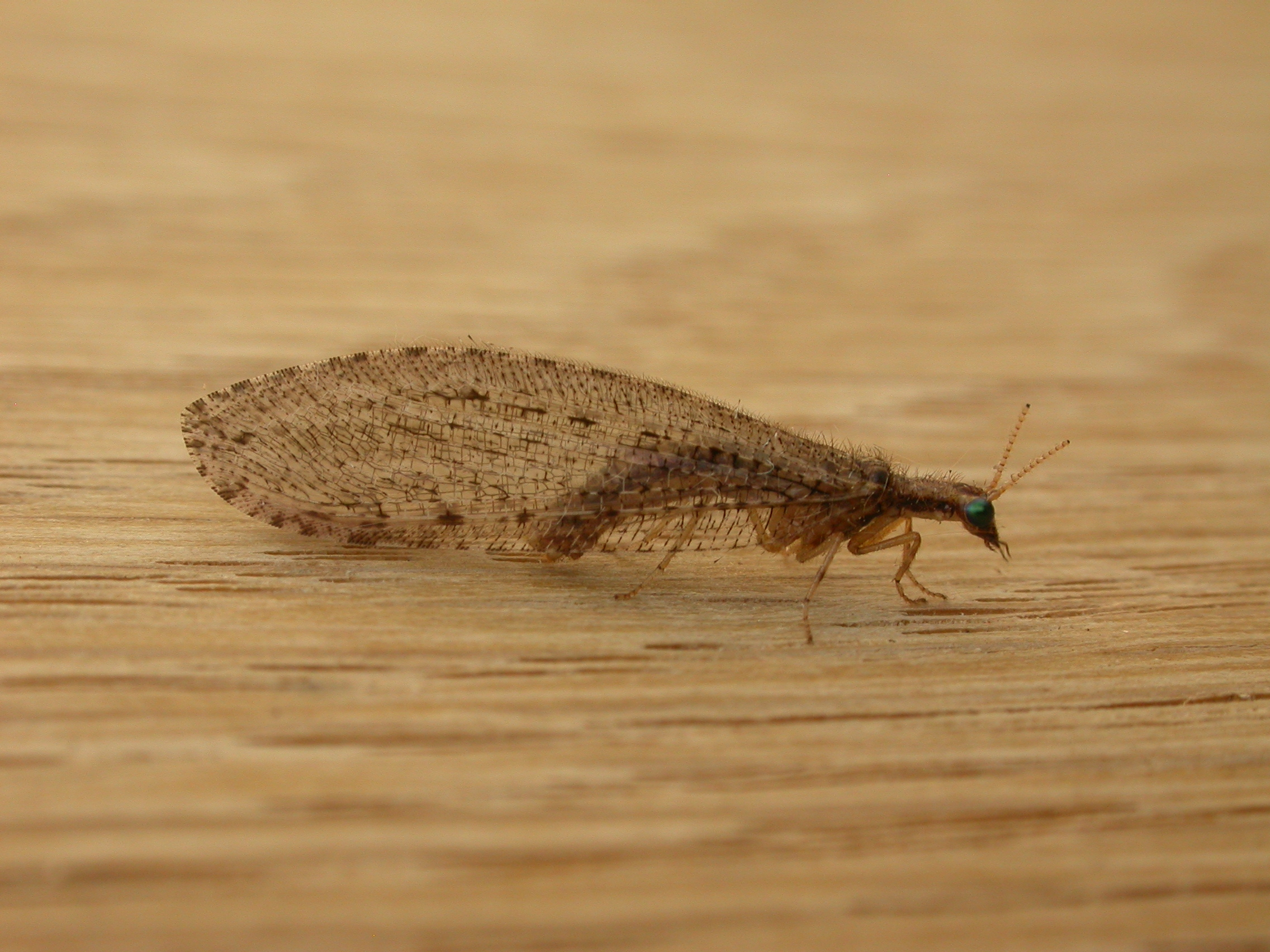
Watergaasvlieg
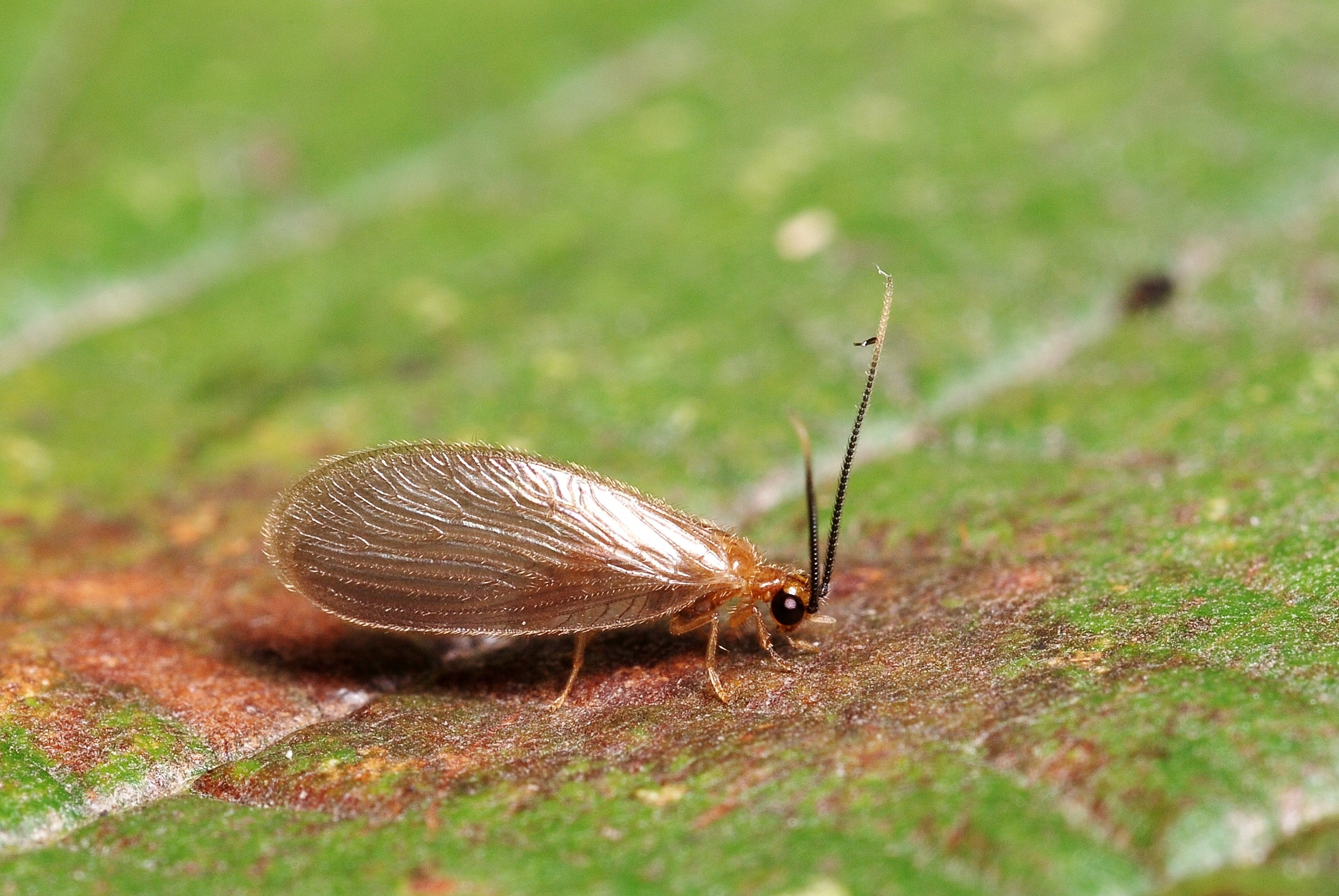
Sponsvlieg

Gaasvliegen zijn niet te verwarren met de bekendste andere groepen van insecten, zoals vliegen, vliesvleugeligen, vlinders en kevers. Ze lijken echter wel op andere groepen van netvleugelige insecten, zoals soorten uit de families sponsvliegen (Sisyridae), zijdegaasvliegen (Psychopsidae) en stofgaasvliegen (Coniopterygidae) en met name de soorten uit de familie bruine gaasvliegen (Hemerobiidae). Vertegenwoordigers uit deze laatste groep lijken het sterkst op de 'echte' gaasvliegen, maar zijn meestal bruin van kleur. Ook de soorten uit de familie watergaasvliegen (Osmylidae) zijn moeilijk te onderscheiden van gaasvliegen. Zijdegaasvliegen hebben een veel groter en breder vleugeloppervlak en zijn hieraan meestal in één oogopslag te herkennen. Stofgaasvliegen danken hun naam aan de sterk 'bepoederde' vleugels, waaraan ze gemakkelijk te onderscheiden zijn.

## Voedsel

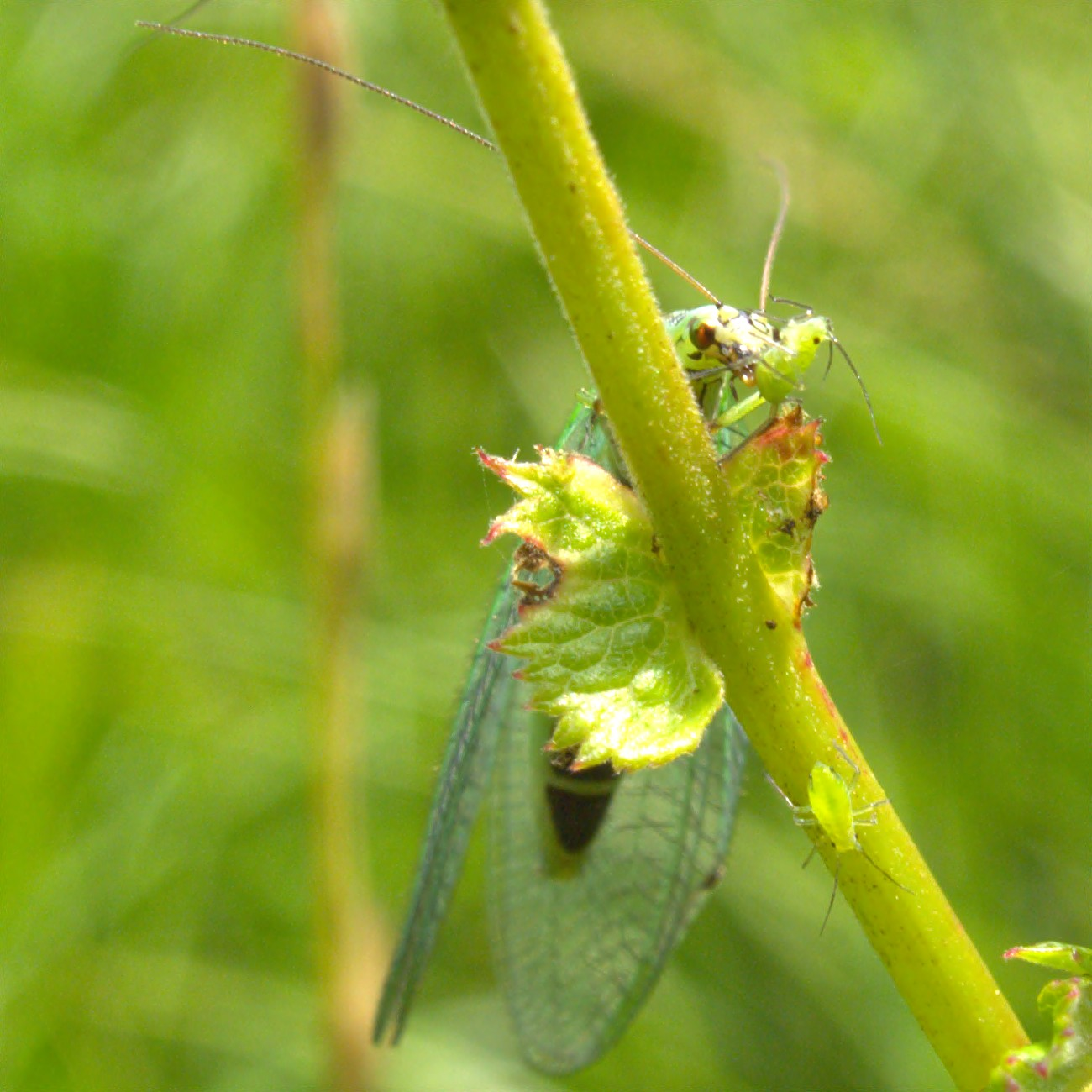
Een volwassen gaasvlieg eet een bladluis.

Gaasvliegen leven van kleine ongewervelden. Van een aantal soorten, zoals de gaasvliegen uit het geslacht Chrysoperla, is beschreven dat ze ook van plantaardige en dierlijke afscheidingen leven, zoals honingdauw, nectar en stuifmeel.
De meeste gaasvliegen leven vrijwel uitsluitend van bladluizen en worden daarom gezien als bijzondere nuttige insecten. Andere groepen van insecten, zoals oorwormen en kameelhalsvliegen eten ook bladluizen maar jagen daarnaast ook weleens op andere (nuttige) insecten en oorwormen eten daarnaast ook plantendelen zoals vruchten en de bloemknoppen van bloemen en van bloemen zodat hun nut deels verloren gaat.
De larven hebben zich gespecialiseerd in het jagen op en het eten van plantenetende luizen zoals bladluizen (Aphidoidea) en schildluizen (Coccoidea). De larven worden ook bladluisleeuwen genoemd omdat ze grote hoeveelheden luizen wegwerken. Indien er zich een bladluizenplaag voordoet, kan een gaasvliegenpopulatie enorm snel toenemen waardoor een luizenplaag de kop kan worden ingedrukt.
Van de groene gaasvlieg (Chrysoperla carnea) is bekend dat een larve in totaal 300 tot 400 bladluizen eet gedurende zijn ontwikkeling. De larve spoort de bladluis op en doorboort het lichaam van de luis vervolgens met zijn lange, iets gekromde en omhoog gerichte kaken. De kaken zijn hol van binnen zodat de lichaamssappen van de prooi kunnen worden opgezogen. Ondanks de grote kaken kauwt of vermaalt de larve zijn prooi dus niet. Een buitgemaakte bladluis wordt letterlijk gespietst met de kaken en vervolgens opgetild zodat de prooi hulpeloos in de lucht hangt.

### Biologisch bestrijdingsmiddel
Vanwege het uit schadelijke plantenzuigers bestaande menu van de larven, is de gaasvlieg een van de soorten ongewervelden die wordt ingezet als biologische bestrijding. Vooral de groene gaasvlieg (Chrysoperla carnea) wordt vaak verhandeld onder de merknaam Chrysoline C. Het product bestaat uit de jonge larven, die kunnen worden uitgezet bij een plant die bladluizen draagt. De larven kunnen alleen een bestaande plaag indammen, ze zullen op planten die geen bladluizen dragen verhongeren en kunnen in die zin geen plaag voorkomen.
Er wordt onderzoek gedaan naar de inzet van gaasvliegen als biologisch bestrijdingsmiddel, bijvoorbeeld hoe ze het best gelokt kunnen worden en of de vrouwtjes eitjes afzetten op een plant waar al eitjes van soortgenoten op zijn afgezet. Van insecten is bekend dat ze dergelijke planten vermijden om zo hun nageslacht te behoeden voor concurrentie. Van de soort Chrysoperla rufilabris daarentegen is bekend dat de vrouwtjes zich niets aantrekken van eitjes van andere gaasvliegen.

## Vijanden en verdediging

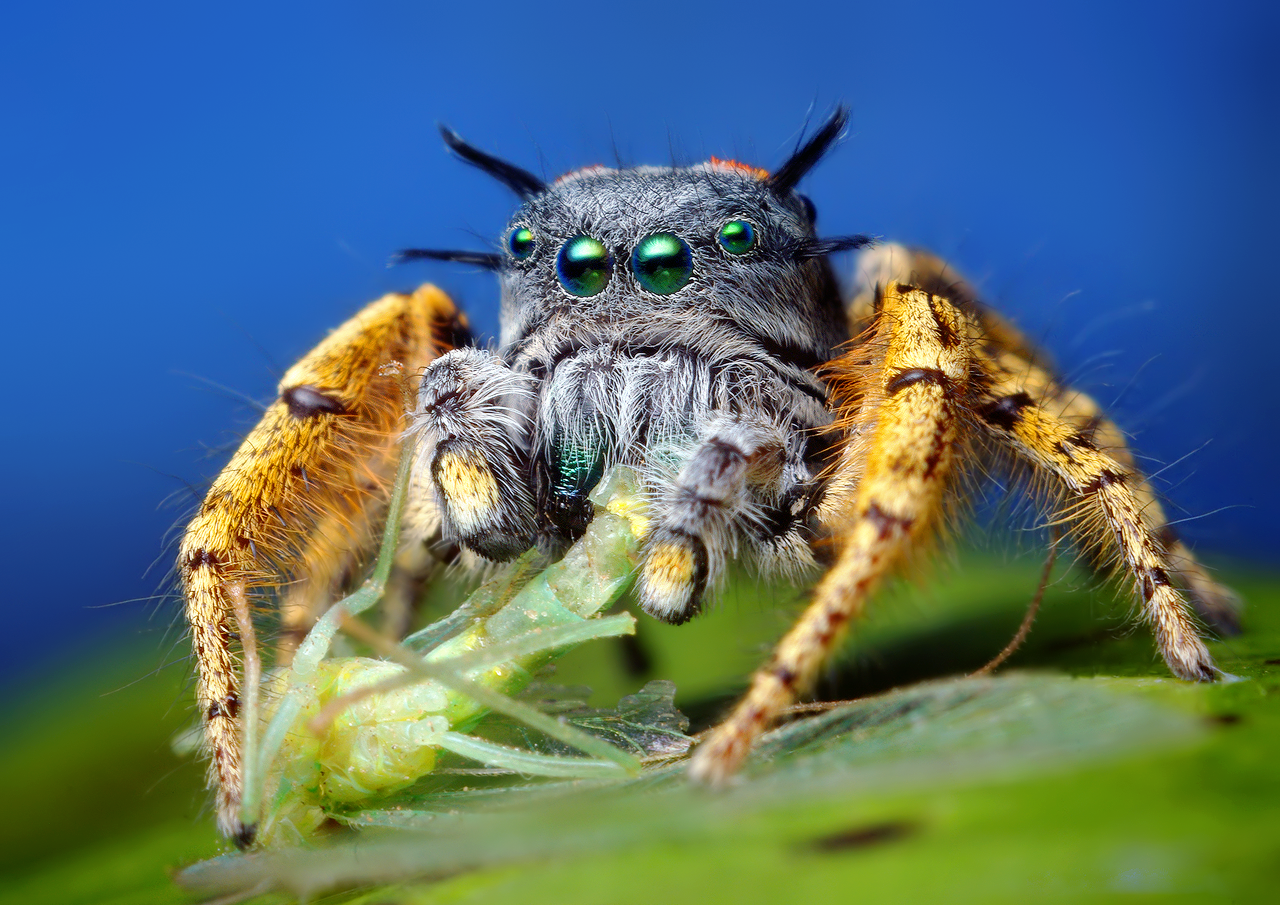
De springspin Phidippus mystaceus met een buitgemaakte gaasvlieg.

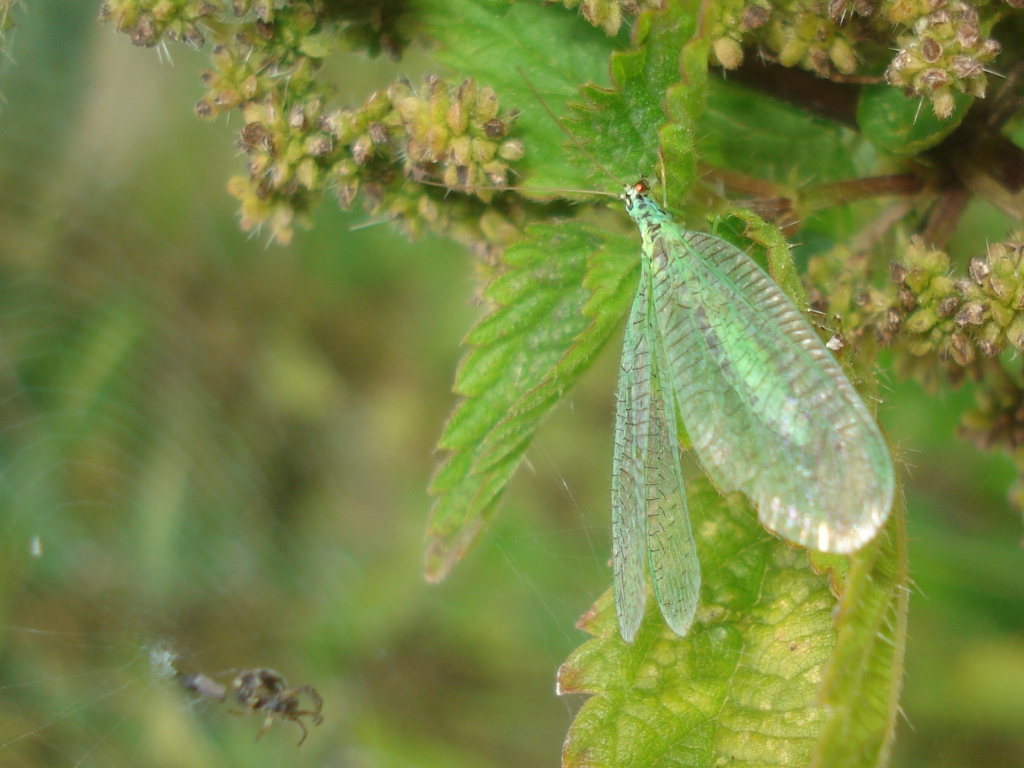
Een gaasvlieg bij een spinnenweb (achtergrond).

Gaasvliegen worden door uiteenlopende insecteneters gegeten, zoals vogels, kikkers en insectenetende zoogdieren. Ook verschillende ongewervelden eten gaasvliegen als ze de kans krijgen. De gaasvliegen hebben ook een aantal gespecialiseerde vijanden die specifiek op gaasvliegen jagen. Sommige hiervan zijn parasitair, maar andere zijn parasitoïde, die de gaasvlieg of de larve volledig te gronde richten.
Een voorbeeld van een parasiet die op de gaasvlieg leeft is het gaasvliegknutje (Forcipomyia eques), een zeer klein mugje dat een gaasvlieg opzoekt en hier lichaamssappen uit zuigt, op dezelfde manier waarop muggen bloed zuigen bij de mens. Een gaasvlieg kan belaagd worden door meerdere knutten.
Gaasvliegen leven op planten en vallen door hun groene en bruine kleuren doorgaans niet op. Ze zijn erg traag en vliegen niet snel weg bij het naderen van mogelijk gevaar, zoals libellen en andere insecten als vliegen dat doen. Gaasvliegen zijn onhandige vliegers die een fladderende vlucht hebben; vliegende gaasvliegen kunnen zich slechts traag verplaatsen en kunnen geen snelle wendingen maken, ze laten zich gemakkelijk uit de lucht plukken. Vliegende gaasvliegen vallen bovendien goed op als ze overdag vliegen vanwege de iriserende glans van de vleugels. Gaasvliegen hebben zeer kleine kaken en kunnen niet bijten en hebben daarnaast geen angel zoals de vliesvleugelige insecten en kunnen dus niet steken.
De belangrijkste afweer van een aantal soorten gaasvliegen in het volwassen stadium is het verspreiden van een onaangename geur. Deze geur verschilt enigszins per soort en ervaren onderzoekers kunnen zelfs op de geur van een gaasvlieg bepalen om welke soort het gaat. In sommige talen, zoals het Duits, worden gaasvliegen hierdoor wel stinkvliegen genoemd.
Volwassen gaasvliegen zijn nachtactief en ontwijken hiermee dagactieve insecteneters als spinnen en vogels. Door de nachtactieve levenswijze komen ze echter wel in aanraking met vleermuizen, die eveneens 's nachts actief zijn. Net als sommige andere insecten, zoals bidsprinkhanen en nachtvlinders, hebben gaasvliegen gehoororganen op hun lichaam die de ultrasone geluiden van vleermuizen kunnen waarnemen. Het bereik van deze zogenaamde tympana ligt tussen ongeveer 13 tot 120 kilohertz. De organen zijn bekend van alle soorten die tot de onderfamilie Chrysopinae behoren. Bij soorten uit de andere onderfamilies Apochrysinae en Nothochrysinae ontbreken deze structuren.
Als een gaasvlieg een aanstormende vleermuis opmerkt zal het insect de vleugels tegen elkaar houden en zich uit de lucht laten vallen. Het tympanum is niet gelegen op het lichaam of aan de kop maar aan de onderzijde van de voorvleugelbasis. Het orgaan heeft een afmeting van ongeveer 0,1 bij 0,3 millimeter en is hiermee een van de kleinst bekende gehoororganen in de insectenwereld.
Net als andere vliegende insecten komen gaasvliegen soms in een spinnenweb terecht. Gaasvliegen behoren tot de weinige insecten die zich effectief uit het web kunnen werken zonder de spin te alarmeren, door hun lage gewicht veroorzaken gaasvliegen weinig trillingen. Een in een spinnenweb gevangen gaasvlieg bijt eerst de spinseldraden door die aan de poten, het lichaam en de antennes kleven. Vervolgens laat de gaasvlieg, die nu slechts met de vleugels in het web kleeft, zich op de bodem vallen. De vele kleine haartjes op de vleugels voorkomen dat de vleugels zelf in contact komen met het web. Het spinsel glijdt na verloop van tijd van de haartjes zodat de gaasvlieg naar beneden valt. Uit laboratoriumproeven blijkt dat de gaasvlieg onder verschillende omstandigheden vaak ontsnapt, behalve als de spin zich midden in het web bevindt. De gaasvlieg heeft dan te weinig tijd om te ontsnappen en wordt daardoor meestal opgegeten.

### Larven

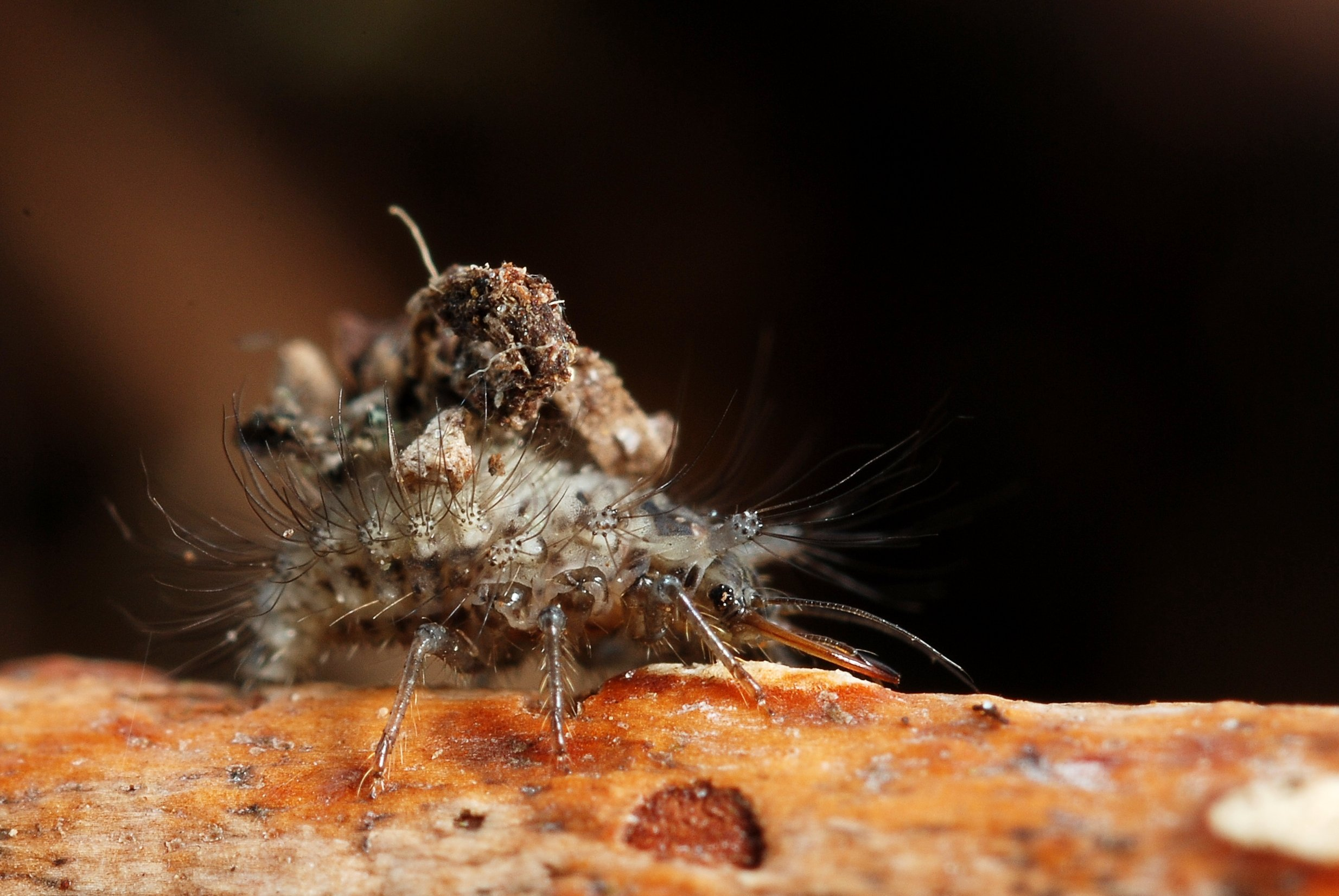
Jonge larve van een Dichochrysa- soort camoufleert zich met vervellingshuidjes en uitwerpselen.

De larve van een aantal soorten kent in de eerste levensstadia een opmerkelijke manier om zich te camoufleren. De jonge larve gebruikt hierbij de lange borstelharen als een soort kapstok, waarbij tussen de haren verschillende deeltjes worden geplaatst, zoals delen van het substraat, de omhulsels van leeggezogen prooidieren, de afgeworpen huiden van de larve zelf en ten slotte ook de eigen uitwerpselen. Hierdoor krijgt de larve een onregelmatige 'lichaams'vorm en valt zo minder op. Deze vorm van camouflage komt ook voor bij sommige keverlarven, zoals de larve van de schildpadtorren (Cassida).
Omdat de larven voornamelijk blad- en schildluizen eten hebben ze net als andere luizeneters zoals lieveheersbeestjes te duchten van mieren. Luizenkolonies worden beschermd door mieren omdat deze laatsten graag de zoete afscheiding van bladluizen opzuigen. Deze afscheiding wordt honingdauw genoemd en is rijk aan suikers en daardoor erg zoet waardoor mieren er dol op zijn. De mieren verjagen alle insecten die de luizen proberen te eten, en gaasvlieglarven zijn hierop geen uitzondering. Ze hebben echter wel een effectieve manier ontwikkeld om zich te verdedigen tegen mieren. Als een larve door een mier wordt aangevallen scheidt de larve een vloeibare uitscheiding af uit klieren aan het achterlijf. Er wordt een druppel gevormd waarna het achterlijf over het lichaam wordt gekromd. De druppel wordt hierdoor naar de voorzijde verplaatst en wordt vervolgens heen en weer bewogen. Hierdoor komen de kop en de gevoelige antennes van de mier in aanraking met de afscheiding van de larve. Uit waarnemingen blijkt dat de mier de aanval onmiddellijk staakt en ijlings probeert de kop en antennes schoon te maken.

## Voortplanting en ontwikkeling

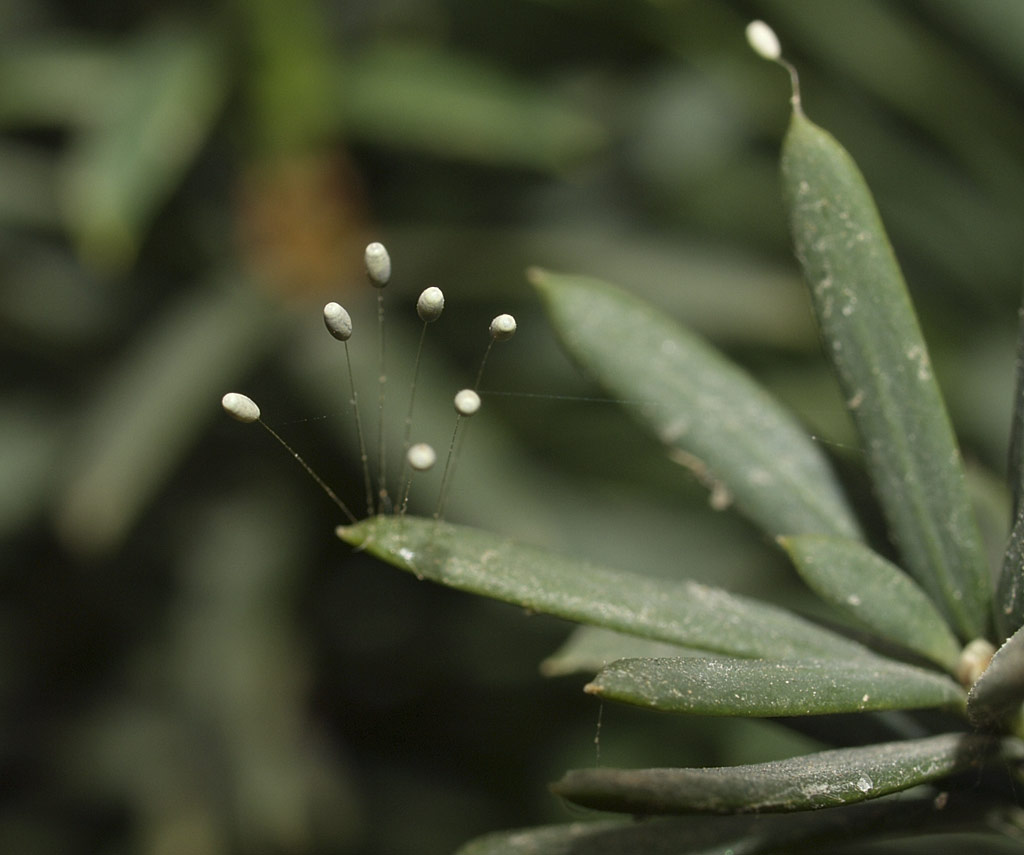
De eieren van gaasvliegen staan op steeltjes.

Gaasvliegen lokaliseren elkaar door trillingen met het lichaam te maken die door het substraat worden doorgegeven. De paring van gaasvliegen wordt bemoeilijkt door de grote vleugels, hierdoor kan een mannetje geen goed contact maken met het vrouwtje als hij op haar klimt, zoals gebruikelijk is bij andere insecten. Gaasvliegen paren door elkaars achterlijven te verbinden waarbij de koppen van elkaar af staan. Sommige soorten kunnen ook paren door de lichamen parallel te houden.

### Ei
De eitjes van gaasvliegen zijn gesteeld. Wanneer het eitje wordt afgezet, wordt het op een lange, staakachtige structuur geplaatst. Dit is uniek in de dierenwereld. De eitjes werden zelfs lange tijd beschouwd als een soort schimmel; ze lijken op een sporendoosje, een sporendragend orgaan dat voorkomt bij schimmels. De eitjes werden in het verleden abusievelijk beschreven onder de wetenschappelijke naam Ascophora ovalis.
Het feit dat de eitje van gaasvliegen gesteeld zijn, heeft waarschijnlijk te maken met de vraatzucht van de larven. Als de eitjes bij elkaar op het bladoppervlak zouden worden afgezet, zoals bij andere insecten gebruikelijk is, zou een uitgekomen larve waarschijnlijk direct de andere eitjes opeten. De eitjes worden soms individueel afgezet of in kleine groepjes, afhankelijk van de soort. Ook het totale aantal eitjes varieert per soort: van Chrysoperla-soorten is bijvoorbeeld bekend dat een vrouwtje in totaal 700 eitjes kan produceren.
De vorm en kleur van het eitje en de lengte van de steel zijn enigszins soortspecifiek. Het eitje van gaasvliegen uit het geslacht Italochrysa is bijvoorbeeld naar de bovenzijde toe versmald. Ook het patroon van het oppervlak van het eitje kan verschillen. Er is echter enige overlap waardoor de soort niet altijd kan worden bepaald door naar het eitje te kijken. Ook de steel kent enige variatie: soms wordt een enkele steel afgezet die aan de bovenzijde vele eitjes draagt en ook vertakte stelen zijn beschreven. De lengte van de steel van het eitje is afhankelijk van de grootte van het vrouwtje dat het eitje afzet en is tevens afhankelijk van de omgevingstemperatuur.

### Larve

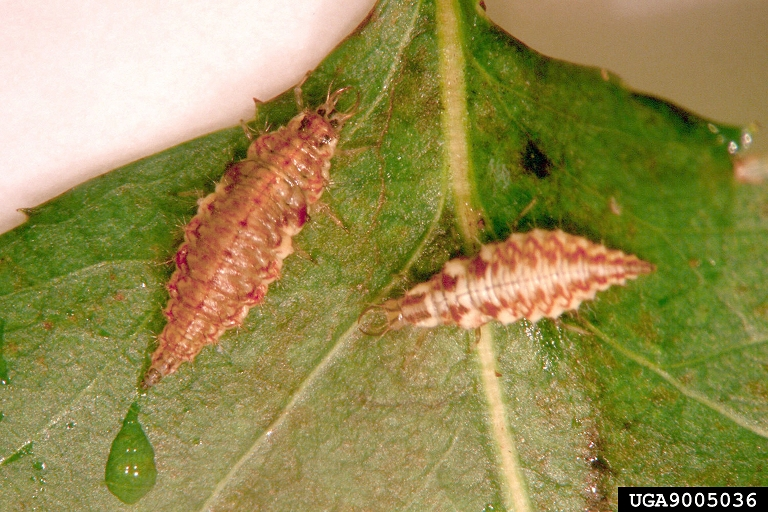
Oudere larve van een Chrysopa- soort.

Als het embryonale stadium zich volledig heeft voltooid, kruipt de larve uit het ei. Hierbij wordt de schaal van het ei, het chorion, opengemaakt door een met een eitand vergelijkbare structuur, die de oviruptor wordt genoemd. Als de larven uit het ei kruipen zijn ze slechts enkele millimeters lang, maar na de eerste vervelling zijn ze duidelijk groter.
De larve van een gaasvlieg is rupsachtig, net als andere insecten die een volledige gedaanteverwisseling kennen. De larve heeft een kenmerkende lichaamsvorm, het lichaam is enigszins driehoekig waarbij de voorzijde breder is dan de in een punt aflopende achterzijde. De jonge larve ziet er anders uit dan een oudere exemplaar, als de larve net uit het ei kruipt is het lichaam ongekleurd en enigszins doorzichtig. Het lichaam is tevens voorzien van relatief grote gelede poten en een lange, borstelige beharing die setae wordt genoemd. Als de larve groter wordt krijgt het lichaam kleur en worden de borstelharen en poten relatief korter waardoor ze minder opvallen. Het lichaam is duidelijk gesegmenteerd en heeft meestal een bruine tot groene kleur. Veel soorten hebben vlekjes die de lichaamsvorm doen opbreken tegen de achtergrond.
Wat direct opvalt bij de larve zijn de grote, sikkelvormige kaken waarmee prooidieren worden leeggezogen. De larve heeft aan de voorzijde drie paar gelede pootjes, maar kan daar niet snel mee lopen in vergelijking met larven uit andere families van netvleugeligen.
In totaal kennen gaasvliegen drie larvale stadia, waarbij het eerste stadium erg klein is maar relatief grote poten heeft, het lichaam draagt een opvallend lange, borstelige beharing. Oudere larven hebben relatief kortere poten en een kortere beharing. De larven van gaasvliegen worden ongeveer twee centimeter lang. Als de larve zich volledig heeft ontwikkeld vindt de verpopping plaats. Afhankelijk van de omgevingsomstandigheden zoals temperatuur duurt de verpopping een tot drie weken. Als de gaasvlieg als pop overwintert duurt het stadium enkele maanden. De pop van gaasvliegen wordt omgeven met spinsel zodat een beschermende cocon ontstaat. Deze is te herkennen als een witte, pluizige bol tussen de plantendelen.
Zie voedsel voor het voedsel van de larve.

### Pop en imago
De lengte van het popstadium hangt af van de omstandigheden maar duurt enkele weken. De gaasvliegen die als larve overwinteren spinnen een cocon waarin ze de winter doorstaan. Ze verpoppen echter pas als de lente aanbreekt.
Als de volwassen gaasvlieg of de imago de pop verlaat zijn de voortplantingsorganen nog niet volledig ontwikkeld. Dit duurt gewoonlijk enkele dagen waarbij mannetjes eerder geslachtsrijp zijn dan de vrouwtjes. De volwassen gaasvlieg kan in vergelijking met andere insecten vrij oud worden doordat de gaasvlieg als imago overwintert. Hierdoor kan het insect een leeftijd bereiken van enkele maanden, terwijl de meeste volwassen insecten slechts enkele weken leven.
Gaasvliegen kunnen door de snelle levenscyclus meerdere generaties per jaar voltooien, dit wordt wel multivoltien genoemd. Sommige soorten gaasvliegen brengen maar één generatie per jaar voort, dit staat bekend als univoltien.

## In Nederland waargenomen soorten
- Genus: Chrysopa
  - Chrysopa abbreviata - (Zandgaasvlieg)
  - Chrysopa commata - (Kommagaasvlieg)
  - Chrysopa dorsalis - (Dennengaasvlieg)
  - Chrysopa nigricostata - (Zwartstreepgaasvlieg)
  - Chrysopa pallens - (Gevlekte Gaasvlieg)
  - Chrysopa perla - (Gewone Gaasvlieg)
  - Chrysopa phyllochroma
- Genus: Chrysoperla
  - Chrysoperla affinis
- Genus: Chrysopidia
  - Chrysopidia ciliata - (Franjegaasvlieg)
- Genus: Cunctochrysa
  - Cunctochrysa albolineata - (Witstreepgaasvlieg)
- Genus: Hypochrysa
  - Hypochrysa elegans - (Sierlijke Gaasvlieg)
- Genus: Nineta
  - Nineta flava - (Gele Gaasvlieg)
  - Nineta pallida - (Bleke Gaasvlieg)
  - Nineta vittata - (Gestreepte Gaasvlieg)
- Genus: Nothochrysa
  - Nothochrysa capitata - (Bruinrode Gaasvlieg)
  - Nothochrysa fulviceps
- Genus: Peyerimhoffina
  - Peyerimhoffina gracilis - (Slanke Gaasvlieg)
- Genus: Pseudomallada
  - Pseudomallada abdominalis
  - Pseudomallada flavifrons - (Geelkopgaasvlieg)
  - Pseudomallada inornatus
  - Pseudomallada prasinus - (Groenbuikgaasvlieg)
  - Pseudomallada ventralis - (Zwartbuikgaasvlieg)